# Cratere Flat
Flat  è un cratere sulla superficie di Marte.